# العيال هربت (فلم)
العيال هربت فيلم مصري كوميدي (فكاهي) اجتماعي إنتاج عام 2006. يتحدث عن شباب طموح يحلمون بالسفر، وتقابلهم مشاكل كثيرة.
اسم الفيلم مستوحىً من المسرحية المعروفة العيال كبرت.

## قصة الفيلم
حسن وعرفة وسلطان مجموعة من الأصدقاء يعملون في مجال إحياء الأفراح عن طريق الزفة بالدراجات البخارية في منطقة سيوف بالإسكندرية، كل شاب منهم يعيش قصة مختلفة ولكنهم يجتمعون في نفس الحلم وهو السفر للخارج، ويحاول صديقهم فضل مطرية مساعدتهم في تحقيق حلمهم بعد أن خاض تجربة السفر بنجاح، إلا أنهم يقعون فريسة لشخص يدعى الباشا، حيث يقوم بتزوير أوراقهم وجوازات السفر الخاصة بهم وشهادات الخدمة العسكرية وفي الوقت الذي يبدأ حلمهم في التحقق تحدث المفاجأة.

## الأبطال
- حمادة هلال في دور حسن.
- ماجد الكدواني في دور سلطان.
- محمد نجاتي في دور فضل.
- شريف رمزي في دور عرفة.
- بشرى في دور سكر.
- صلاح عبد الله في دور أبو عزة.
- ميرنا المهندس في دور بحرية.
- خالد الصاوي في دور الباشا.
- أشرف مصيلحي في دور ضابط المباحث.
- راندا البحيري في دور ليلى.
- غسان مطر في دور دراهم.
- سليمان عيد في دور معجزة.
- عبد الله مشرف في دور والد وفاء.
- يوسف عيد في دور خليل المتعهد.
- نرمين ماهر في دور وفاء.
- رفيق محسن في دور والد بحرية.
- رضا إدريس
- رضا حامد في دور المطرب الشعبي.
- أحمد عقل في دور والد سلطان.
- سعيد طرابيك في دور زوج والدة حسن.
- أحمد حلاوة في دور والد عرفة.
- ياسر علي ماهر في دور مدير الأمن
- محمد علي رزق

## المرجع
1. ↑  العيال هربت (فلم) في قاعدة بيانات الأفلام العربية
2. ↑  "معلومات عن العيال هربت (فيلم) على موقع elfilm.com". elfilm.com. مؤرشف من الأصل في 2018-02-27.
3. ↑  محمود قاسم (2017). موسوعى الأفلام العربية. لندن. ISBN:9781780583228.{{استشهاد بكتاب}}:  صيانة الاستشهاد: مكان بدون ناشر (link)

## روابط خارجية
- مقالات تستعمل روابط فنية بلا صلة مع ويكي بيانات